# Braveheart
Braveheart er en episk storfilm fra 1995 om den skotske nationalhelt, William Wallace. Mel Gibson spiller hovedrollen som Wallace og har desuden produceret og instrueret filmen. Filmen vandt fem Oscars, bl.a. en Oscar for bedste film og en Oscar for bedste instruktør til Mel Gibson.

## Handling
Historien udspiller sig i starten af det andet årtusinde i England og Skotland. England har vundet stor kontrol over det skotske folk og udnytter det groft. Men efter William Wallaces kone bliver slået ihjel af en engelsk adelsmand, starter et stort oprør, som flere og flere skotter tilslutter sig, og kan ved fælles hjælp blandt andet erobre York.

## Medvirkende
- Mel Gibson – William Wallace
- Sophie Marceau – Princess Isabelle
- Patrick McGoohan – Longshanks, King Edward I
- Catherine McCormack – Murron MacClannough
- Angus MacFadyen – Robert the Bruce
- Brendan Gleeson – Hamish Campbell
- Ian Bannen – Robert the Bruce's leprous father
- Alun Armstrong – Mornay
- Michael Byrne – Smythe
- Liam Carney – Sean
- Brian Cox – Argyle Wallace
- Peter Hanly – Edward, Prince of Wales
- Sean McGinley – MacClannough
- Tam White – MacGregor